# Pension Schöller (film 1930)
Pension Schöller è un film del 1930 diretto da Georg Jacoby. Il regista, che era figlio del commediografo Wilhelm Jacoby, avrebbe diretto due altre versioni cinematografiche della commedia che suo padre, in collaborazione con Carl Laufs, aveva scritto nel 1890.

## Produzione
Il film fu prodotto dalla Hegewald Film.

## Distribuzione
Distribuito dalla Hegewald Film, uscì nelle sale cinematografiche tedesche il 21 ottobre 1930 dopo aver ottenuto il visto di censura il 27 settembre 1930.